# Кондратьев, Фёдор Фёдорович
Фёдор Фёдорович Кондра́тьев (1871, пос. Висимо-Уткинский завод, Висимо-Уткинская волость, Верхотурский уезд, Пермская губерния, Российская империя — после 1912) — заведующий магазином, депутат III Государственной думы от Пермской губернии (1907—1912).

## Биография
Родился в 1871 году в посёлке Висимо-Уткинского завода одноименной волости Верхотурского уезда (Пермская губерния) в крестьянской семье.
«Воспитывался» в народной земской школе. После чего, до 1891 года, служил на Висимо-Шайтанском заводе. Занимался земледелием.
Отбыв воинскую повинность, Кондратьев служил конторщиком на платиновых приисках Демидова, откуда был приглашен помощником бухгалтера на Висимо-Уткинский завод. Впоследствии состоял магазинером (заведующим магазином) там же, получал годовое жалованье в 480 рублей.
В начале Первой русской революции, в 1905 году, Фёдор Кондратьев был избран председателем местного волостного суда, а в следующем году — доверенным общества. Кроме того Кондратьев являлся выборщиком в Государственную Думу как первого, так и второго созывов.

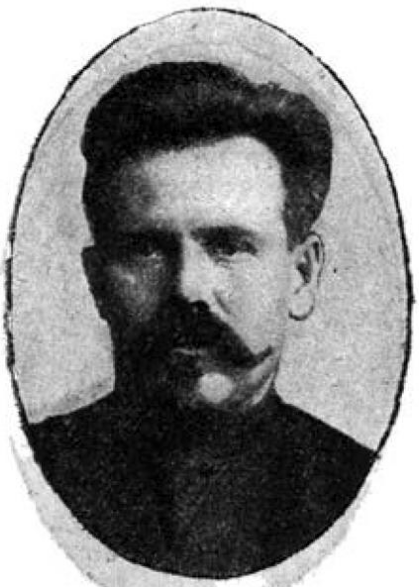
Ф. Ф. Кондратьев (1907)

На губернском избирательном собрании 14 октября 1907 года социал-демократ Ф. Кондратьев был выборщиком от крестьян Верхотурского уезда. Избрался в Третью Государственную Думу Российской империи от съезда уполномоченных от волостей.
В Думе Кондратьев вошёл в Трудовую группу и даже стал товарищем секретаря её бюро К. М. Петрова (Петрова 3-го) — тоже депутата от Пермской губернии. Фёдор Фёдорович работал в двух думских комиссиях: по судебным реформам и по народному образованию. Подписал ряд законопроектов: «Об изменении законодательства о взимании и отправлении земельных и натуральных повинностей крестьян», «О наделении безземельных и малоземельных крестьян землей», «О порто-франко в портах Оби и Енисея», «Об открытии в Ростове-на-Дону окружного суда», «Правила приема в высшие учебные заведения», «О введении в Архангельской губернии земского самоуправления», «Об изменении городского избирательного закона» и «Об отмене смертной казни».
С парламентской трибуны Кондратьев выступил единственный раз (15 мая 1909 года) в прениях по законопроекту о выходе из общины (см. Столыпинская аграрная реформа). При этом, четырежды нарушал регламент Думы, прерывая ораторов возгласами с места, за что однажды получил замечание от председательствовавшего в общем собрании.
После окончания депутатских полномочий вернулся на малую родину. Дальнейшая его судьба не прослежена.